# Kultfilm

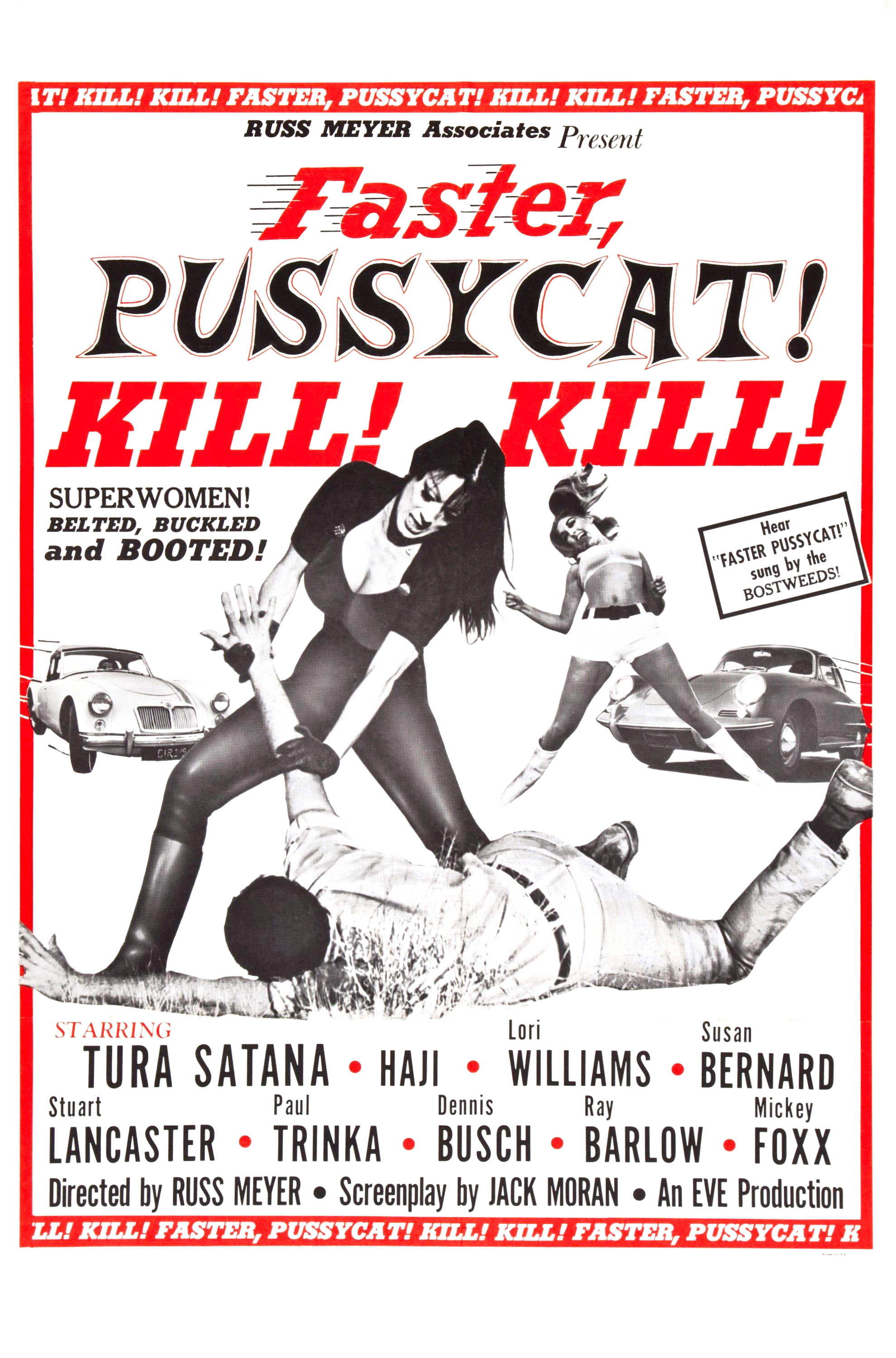
Faster, Pussycat! Kill! Kill! är ett exempel på en kultförklarad film.

Kultfilm, typ av film som omhuldas av en begränsad grupp, till exempel en subkultur, oftast även efter många år. Gäller oftast för en rätt speciell film. Svårigheten att definiera begreppet och subjektiviteten för filmer som kvalificerar sig som en kultfilm, speglar tvisten om vad som är, eller inte är konst. Själva termen kultfilm användes först på 1970 -talet för att beskriva kulturen som omgav underground-film, även om ordet kult var vanligt förekommande i filmanalyser i decennier före det.